# World Soundtrack Award/Film Composer of the Year
Als Film Composer of the Year werden seit 2001 bei den jährlich stattfindenden World Soundtrack Awards herausragende Filmkomponisten ausgezeichnet. 

## Gewinner
- 2001: John Williams für A.I. – Künstliche Intelligenz
- 2002: Patrick Doyle für Gosford Park
- 2003: Elliot Goldenthal für Frida
- 2004: Gabriel Yared für Unterwegs nach Cold Mountain
- 2005: Angelo Badalamenti für Mathilde – Eine große Liebe
- 2006: Alberto Iglesias für Der ewige Gärtner
- 2007: Alexandre Desplat für Die Queen und Der bunte Schleier
- 2008: James Newton Howard für Der Krieg des Charlie Wilson,  Michael Clayton, I Am Legend
- 2009: Alexandre Desplat für Der seltsame Fall des Benjamin Button, Coco Chanel – Der Beginn einer Leidenschaft, Largo Winch und Chéri
- 2010: Alexandre Desplat für Der fantastische Mr. Fox, New Moon – Biss zur Mittagsstunde, Julie & Julia und Der Ghostwriter
- 2011: Alexandre Desplat für A Better Life, Largo Winch II, The King’s Speech, The Tree of Life, La fille du puisatier, Harry Potter und die Heiligtümer des Todes – Teil 1 und Teil 2
- 2012: Alberto Iglesias für Dame, König, As, Spion, Die Haut, in der ich wohne und Der Mönch
- 2013: Mychael Danna für Life of Pi: Schiffbruch mit Tiger
- 2014: Alexandre Desplat für Godzilla, The Grand Budapest Hotel, Marius, Monuments Men, Philomena, Venus im Pelz und Zulu
- 2015: Michael Giacchino für Planet der Affen: Revolution, Alles steht Kopf, Jupiter Ascending, Jurassic World und A World Beyond
- 2016: Carter Burwell für Anomalisa, Hail, Caesar!, Legend, The Family Fang, The Finest Hours und Carol
- 2017: Jóhann Jóhannsson für Arrival
- 2018: Jóhann Jóhannsson für Last and First Men – Die letzten und die ersten Menschen, Mandy, Maria Magdalena und Vor uns das Meer
- 2019: Nicholas Britell für If Beale Street Could Talk und Vice – Der zweite Mann[1]
- 2020: Hildur Guðnadóttir für Joker[2]
- 2021: Daniel Pemberton für The Trial of the Chicago 7[3]
- 2022: Jonny Greenwood für The Power of the Dog und Spencer[4]
- 2023: Volker Bertelmann für War Sailor, Im Westen nichts Neues und Memory of Water
- 2024: Jerskin Fendrix für Kinds of Kindness und Poor Things